# 區志光
區志光，GBS，PDSM，PMSM（1961年8月16日—），現任香港特別行政區維護國家安全委員會秘書長。香港前警務人員，曾任香港警務處高級助理處長（刑事及保安處處長）、保安局副局長。

## 簡歷
區志光出身於基層家庭，在六、七十年代時，區志光的父母分別在灣仔六國飯店、大會堂酒樓做廚房及洗碗。區志光於初中時期已開始在酒樓工作，以幫補家計。他畢業於上環新會商會學校，在初中時就讀威靈頓英文中學，但因學費昂貴，而於中三輟學，及早工作幫補家計。在往後數年間，他曾做過酒樓樓面、黃竹坑電子廠倉務員。至1979年，當他年滿18歲時，便立刻投考警察，當時的月薪便由以往的900元倍增至1800元。
在早年被派駐至香港仔「行咇」及在報案室當值時，因眼見同袍落口供時的英文寫得頭頭是道，他自愧英文欠佳，於是花了5年時間，報讀明愛夜中學進修。他利用通宵守閘口的時間，苦練英文作文，在1985年的中學會考取得1A、2B、3C、1E的成績，而唯一取得甲等的科目是英文，成為當時的夜校狀元。
及後，因工作表現突出，於1986年獲晉升為督察，自此在警隊扶搖直上，先後於九龍和港島區擔任前線行動職務，並於1998至2002年出任時任特首董建華副官。區志光於 2003年晉升為高級警司。於 2004至2007年間，區志光先後出任旺角警區副指揮官及邊境警區副指揮官。擔任邊境警區副指揮官期間，是邊界聯絡官，開拓了自己與內地執法部門的人脈關係。區志光於2007年晉升為總警司，先後於警隊保安部工作及灣仔警區指揮官，2011年擢升為助理處長，掌管保安部，直至2015年5月擢升為高級助理處長，出任人事及訓練處處長，2016年3月重返刑事及保安處，出任該處處長，掌管本港內外保安及警隊內部保安工作。
區志光在職警察職系達37年，其性格和順，期間警隊中未有傳出任何有關區志光的壞話及醜聞，即使在其晉升為警司後亦未見架子。曾為其同袍的警署警長鄭永順憶述，在80年代一次截停搜查市民後，被區志光指其說話太粗魯，令受查市民心裡不好受。當時，區志光以同理心分析警民關係，令鄭永順仍印象深刻。另外，區志光做事作風低調，鄭永順也指出其性格溫和，做事務實，要求每事仔細，不斷追問令到下屬無言已對。他做人亦不會偏幫任何人，在警隊30多年來無見過、無聽過有人認為他不公正的醜聞。

然而，區志光在處理國家領導人訪港的保安工作時，亦引起不少爭議。2011年，時任中共中央政治局常委兼國務院副總理李克強到藍田麗港城家訪時，有身穿平反六四上衫的男子遭帶走，亦有警員以手阻擋傳媒鏡頭，引來外界狠批破壞新聞及表達意見自由。另外，在2012年時任中共中央總書記兼國家主席胡錦濤訪港，《蘋果日報》記者追問有關六四的問題，也遭扣查，引起外界非議。
其後，區志光於2017年8月獲委任為保安局副局長，成為主權移交以來保安局首次出現政治任命的局長、副局長及政治助理均由前警務人員擔任的情況。
2022年8月8日，國務院宣佈任命區志光為第2任香港特別行政區維護國家安全委員會秘書長。

### 被美國制裁
2025年3月31日，美國國務院宣佈制裁區志光等6名香港及中國大陸官員，稱他們利用港區國安法來打壓人權及香港自治。這是特朗普擔任第二個總統任期以來首次制裁中港官員。中共外交部駐港公署及香港特區政府均強烈譴責美國的制裁。區志光則回應自己不會被所謂「制裁」恫嚇，會繼續堅定履行維護國家安全的光榮任務，無所畏懼。

## 爭議

### 隨緣匯飯局
2021年7月8日，傳媒報導入境處長區嘉宏、海關關長鄧以海及保安局副局長區志光等九人曾接受恒大集團管理層的豪華款待，該年3月出席於灣仔灣景中心3樓的私人會所「吉祥薈」內的高級中餐廳「隨緣匯」舉辦的晚宴，不但違反當時不准超過4人同桌進餐的防疫限聚令，三名政府部門首長級人員更因為接受奢華款待而涉嫌觸犯防止《賄賂條例》的「公職人員行為不當罪」，其後更有另一晚宴出席者涉嫌強姦被捕。特區政府一直沒有透露事件，直至傳媒在7月8日揭發罪行及廣泛報導，區志光在7月8日晚上僅以書面回覆，承認違反限聚令及已繳交罰款，但否認涉及當晚發生的刑事案件，至於接受豪華款待及公職人員行為不當的問題則沒有回應。根據網絡圖片，隨緣匯之火鍋套餐每位最少收費3380港元，食材包括澳洲野生花龍蝦刺身、原條菲律賓東星斑切片、加拿大空運象拔蚌刺身、鹿兒島A4和牛、本地蝴蝶蚌、美國牛小排、西班牙黑豚肉及內蒙古羔羊肉等。由於公務員接受企業邀請參與奢華款待涉及公職人員行為失當，尤其是未有作出事前申報及避嫌，傳媒因此向當時時任保安局局長李家超及警務處長鄧炳強查詢是否曾獲邀出席該晚宴，兩人否認有出席該晚宴，但沒有回應有否獲邀及是否曾出席同類型宴請。廉政公署執行處前總調查主任查錫我表示三名保安部門首長接受豪華宴請並有在場人士捲入強姦案，公務員事務局有責任主動調查事件。